# Segner (cráter)
Segner es un cráter de impacto localizado cerca del terminador suroeste de la Luna, al noreste de la llanura amurallada del gigantesco cráter Bailly. El cráter Zucchius está a pocos kilómetros al sur-suroeste, y al noreste se encuentra la inusual formación alargada Schiller. El cráter más pequeño Weigel está situado al este.
|  |  |

Segner tiene un borde bajo, desgastado, y generalmente mucho menos prominente que el cráter Zucchius cercano. El suelo se distingue solo por un par de pequeños cráteres y una superficie ligeramente ondulada. No hay indicios de un pico central. Una cordillera baja se extiende hacia el norte desde el límite del borde norte.
Segner se encuentra dentro de la parte suroeste de la Cuenca Schiller-Zucchius.

## Cráteres satélite

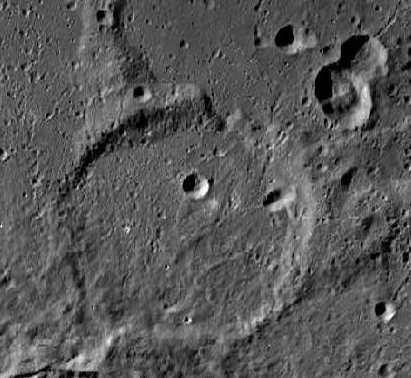
Fotografía de la misión LRO

Por convención estos elementos son identificados en los mapas lunares poniendo la letra en el lado del punto medio del cráter que está más cercano a Segner.
|        | \| Segner \| Coordenadas \| Diámetro \| \| ------ \| ------------------------------ \| -------- \| \| A \| 57°12′S 47°00′O / -57.2, -47.0 \| 9 km \| \| B \| 57°48′S 56°00′O / -57.8, -56.0 \| 35 km \| \| C \| 57°42′S 45°54′O / -57.7, -45.9 \| 19 km \| \| E \| 57°36′S 56°54′O / -57.6, -56.9 \| 13 km \| \| G \| 56°24′S 55°18′O / -56.4, -55.3 \| 12 km \| \| H \| 58°24′S 48°00′O / -58.4, -48.0 \| 7 km \| \| K \| 56°06′S 54°06′O / -56.1, -54.1 \| 10 km \| \| L \| 58°42′S 47°00′O / -58.7, -47.0 \| 5 km \| \| M \| 59°48′S 45°18′O / -59.8, -45.3 \| 5 km \| \| N \| 59°12′S 44°12′O / -59.2, -44.2 \| 5 km \| |          |
| Segner | Coordenadas | Diámetro |
| A      | 57°12′S 47°00′O / -57.2, -47.0 | 9 km     |
| B      | 57°48′S 56°00′O / -57.8, -56.0 | 35 km    |
| C      | 57°42′S 45°54′O / -57.7, -45.9 | 19 km    |
| E      | 57°36′S 56°54′O / -57.6, -56.9 | 13 km    |
| G      | 56°24′S 55°18′O / -56.4, -55.3 | 12 km    |
| H      | 58°24′S 48°00′O / -58.4, -48.0 | 7 km     |
| K      | 56°06′S 54°06′O / -56.1, -54.1 | 10 km    |
| L      | 58°42′S 47°00′O / -58.7, -47.0 | 5 km     |
| M      | 59°48′S 45°18′O / -59.8, -45.3 | 5 km     |
| N      | 59°12′S 44°12′O / -59.2, -44.2 | 5 km     |